# NGC 5738
NGC 5738 је лентикуларна галаксија у сазвежђу Девица која се налази на NGC листи објеката дубоког неба.
Деклинација објекта је + 1° 36' 13" а ректасцензија 14h 43m 56,5s. Привидна величина (магнитуда) објекта NGC 5738 износи 13,9 а фотографска магнитуда 14,9. NGC 5738 је још познат и под ознакама MCG 0-38-2, CGCG 20-4, PGC 52614.